# Erika Mahringer
Erika »Rika« Mahringer-Spieß, avstrijska alpska smučarka, * 16. november 1924, Linz, Avstrija, † 30. oktober 2018, Mayrhofen, Avstrija.
Svoj največji uspeh kariere je dosegla na Olimpijskih igrah 1948, ko je osvojila bronasti medalji v slalomu in kombinaciji, tekma je štela tudi za svetovno prvenstvo. Nastopila je tudi na Svetovnem prvenstvu 1950, kjer je osvojila srebrni medalji v slalomu in smuku. Tudi na Olimpijskih igrah 1952 je bila blizu medalji s četrtim mestom v smuku, kot tudi na Svetovnem prvenstvu 1954 s četrtim mestom v kombinaciji. Šestkrat je postala avstrijska državna prvakinja v alpskem smučanju, trikrat v smuku ter po enkrat v slalomu, veleslalomu in kombinaciji. Leta 1951 je bila izbrana za avstrijsko športnico leta.